# 基斯維爾 (密蘇里州克勞福德縣)
基斯維爾（英語：Keysville）是位於美國密蘇里州克勞福德縣的非建制地區。

## 歷史
基斯維爾的郵局於1873年設立，其後於1955年停運。

## 地理
基斯維爾所處的海拔為高於海平面273米（即896英呎），而該地所採用的時區為UTC-6，即北美中部時區（CST）。同時該地設有夏令時間，為UTC-6調快一小時，即UTC-5（CDT）。